# バージェンズ (バーモント州)
バージェンズ（英: Vergennes、[vərˈdʒɛnz]）は、アメリカ合衆国バーモント州のアディソン郡にある都市。人口は2,588人（2010年）であり、州内の9市の中で最少である（面積はウィヌースキーが最小）。州内では最初に認証された都市である。市の西から北、東までフェリスバーグ町に囲まれ、南西はパントン町、南東はウォルサム町に接している。

## 歴史

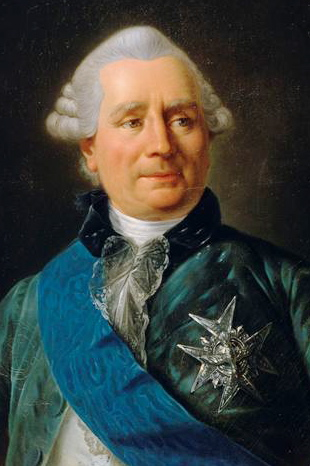
ヴェルジェンヌ伯シャルル・グラビエ

バージェンズに最初に入植したのは1766年のドナルド・マッキントッシュであり、町としては1788年に設立された。町や独立した村として認証される段階を経ずに都市になった唯一の町だった。オッター・クリークの滝の所で町境が交わる形で、それまであったニューヘイブン、パントン、フェリスバーグの各町の一部を併せて1つの町になった。バーモント州では人口最少の都市である。
市名はフランス人ヴェルジェンヌ伯シャルル・グラビエから採られており、フランスの外務大臣として、アメリカ独立戦争の時に植民地を大いに援助した人物だった。フレンチ・インディアン戦争（七年戦争の北アメリカ戦域、イギリスが勝利）でフランスが敗れた後、イギリスに対する憎しみと何とかして報復したいという望みが、独立を求めるアメリカに武器や軍隊を送る手配をして支援することに繋がった。劇作家のカロン・ド・ボーマルシェと共に動いて、密かに武器を買い、志願兵を募ってアメリカに送り込んだ。フランス王ルイ14世の指示に従いダミー会社を設立し、それを通してフランスからの軍需物資の80%近くが運ばれた。終戦時にグラビエはパリ条約の交渉に当たり、アメリカ合衆国とイギリスの間に正式の和平をもたらした。
アメリカ海軍の軍人トーマス・マクドノーが、米英戦争（1812年-1815年）の時にシャンプレーン湖でイギリス軍を破ることになる艦隊を、この町で建造し、武装した。モンクトン・アイアン会社（当時は国内最大の鉄工所）が、マクドノー艦隊の艤装を製造し、また北部でアメリカ陸軍が使用した砲弾の大半も製造した。製鉄に使われた鉄鉱石は近くのモンクトン町で採掘された。
市域に入植したまとめ役が地域を製造業の中心に発展させるべく大望を抱いて自治政府を結成した。オッター・クリーク滝が工場の動力を提供し、シャンプレーン湖にも近いことで、北にも南にも理想的輸送手段を提供した。19世紀後半には製造業が繁栄した。特にシャンプレーン運河に繋がる運送や、カナダから輸入される木材に関連する木工品が盛んだった。鉄道が運河に置き換わって短絡し、市内の製造業は衰退した。フェリスバーグから滝の下まで延ばした鉄道支線は、傾斜が急であったために実際の運行が難しく、失敗となった。
20世紀に入って商業が衰退を続け、町には企業が少数残っているだけになった。21世紀の最初期、市内の推進者や商人の集団がメインストリートに沿った中心街を改良し、市と水路とを繋ぎなおした。その結果としてできた観光客や短期滞在者に迎合する「ブティック・バージェンズ」は、土地所有権の集中化と商業的賃借の増加によって阻害された。

## 地理

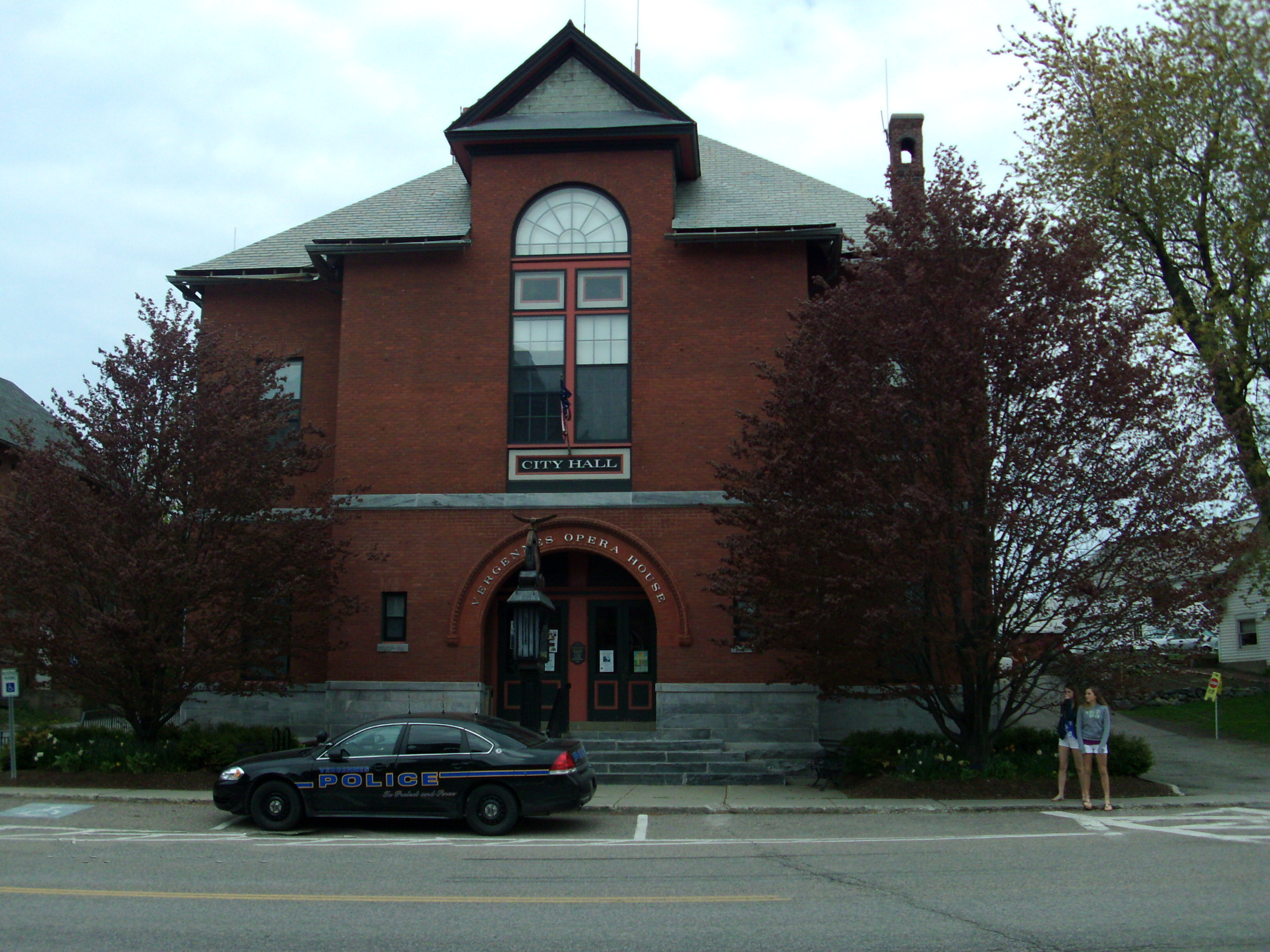
バージェンズ市役所、オペラハウス、警察署

アメリカ合衆国国勢調査局に拠れば、市域全面積は2.5平方マイル (6.5 km2)であり、このうち陸地2.4平方マイル (6.2 km2)、水域は0.1平方マイル (0.3 km2)で水域率は4.00%である。
市域の形は矩形であり、正方形に近い。オッター・クリークが市の北部を流れている。市の中央に落差37フィート (11 m) の滝があり、時として洪水を起こす大きな盆地がある。

## 人口動態

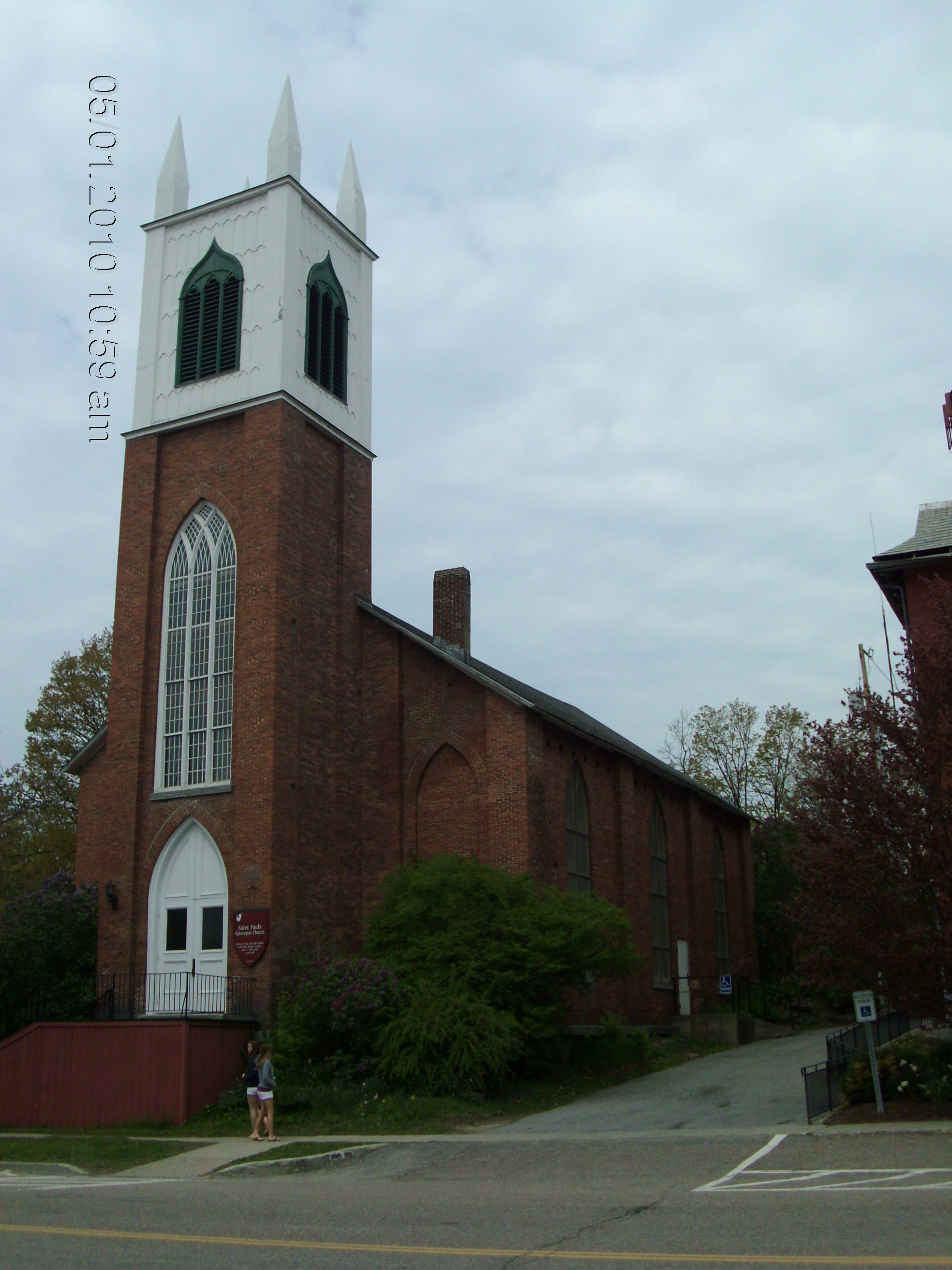
セントポール・エピスコパル教会、市役所に隣接しメインストリート沿いにある

以下は2000年国勢調査による人口統計データである。
| 基礎データ - 人口: 2,741 人 - 世帯数: 979 世帯 - 家族数: 632 家族 - 人口密度: 441.0人/km2（1,141.1 人/mi2） - 住居数: 1,032 軒 - 住居密度: 166.0軒/km2（429.6 軒/mi2） 人種別人口構成 - 白人: 93.43% - アフリカン・アメリカン: 2.01% - ネイティブ・アメリカン: 0.22% - アジア人: 0.36% - 太平洋諸島系: 0.04% - その他の人種: 1.06% - 混血: 2.88% - ヒスパニック・ラテン系: 2.92% | 年齢別人口構成 - 18歳未満: 28.4% - 18-24歳: 13.1% - 25-44歳: 27.8% - 45-64歳: 19.3% - 65歳以上: 11.3% - 年齢の中央値: 33歳 - 性比（女性100人あたり男性の人口） - 総人口: 100.4 - 18歳以上: 93.8 世帯と家族（対世帯数） - 18歳未満の子供がいる: 34.3% - 結婚・同居している夫婦: 48.8% - 未婚・離婚・死別女性が世帯主: 11.6% - 非家族世帯: 35.4% - 単身世帯: 28.2% - 65歳以上の老人1人暮らし: 12.5% - 平均構成人数 - 世帯: 2.47人 - 家族: 3.02人 |

## 経済

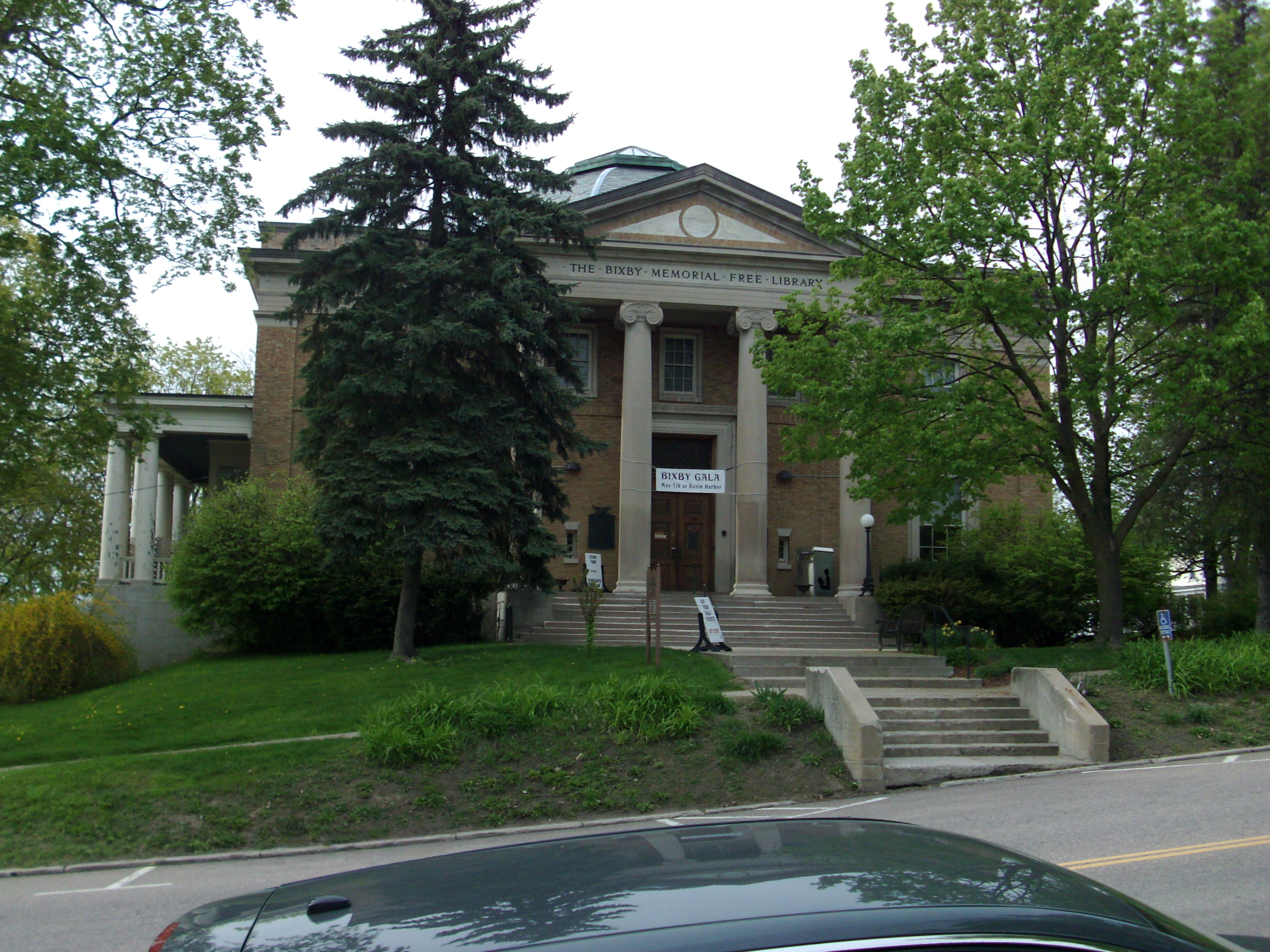
ビクスビー記念自由図書館

### 収入
収入と家計
- 収入の中央値
  - 世帯: 37,763米ドル
  - 家族: 48,155米ドル
  - 性別
    - 男性: 33,669米ドル
    - 女性: 20,527米ドル
- 人口1人あたり収入: 15,465米ドル
- 貧困線以下
  - 対人口: 17.0%
  - 対家族数: 8.1%
  - 18歳未満: 8.5%
  - 65歳以上: 16.0%

### 製造業
グッドリッチ社が約800人を雇用していたが、UTCエアロスペースに買収された。

## 教育
バージェンズ市には4つの学校がある。すなわちバージェンズ統合小学校、バージェンズ統合高校、シャンプレーン・バレー・クリスチャン学校、ノースランズ・ジョブコーズ・センターであり、ノースランズ・ジョブコーズ・センターは1970年代後半まで孤児院と非行少年ホームとして機能したウィークス学校だった。
バージェンズ統合高校は代替的公共プログラムであるウォルデン・プロジェクトも提供しており、地域の生徒が受講できる。

## 文化
バージェンズ市にはバージェンズ・オペラハウスがあり、地域社会の様々な行事を開催している。ビクスビー記念自由図書館もある。